# Overwerk
Overwerk is het werk dat gedaan wordt buiten de werktijd zoals dat is bepaald in het arbeidscontract.
In de Nederlandse Arbeidstijdenwet (ATW) komt de definitie van overwerk niet voor. Er zijn alleen regels over hoeveel men in totaal mag werken.
Voor veel functies wordt in het contract bedongen dat voor overwerk geen vergoeding wordt betaald. Er wordt dan aangenomen dat het bij de functie hoort, en dit al in het salaris is verwerkt. In andere gevallen zijn er speciale faciliteiten. Bij parttimers kan er sprake zijn van overwerk als de betrokkene meer moet werken dan wat voor hem het normale aantal uren is, of pas als hij meer moet werken dan fulltime. Een en ander wordt vaak in de collectieve arbeidsovereenkomst (CAO) geregeld.

## Vergoeding
Doorgaans wordt voor overwerk door de week 150% van het vaste uurloon uitbetaald, op zaterdag 150% en op zon- en feestdagen soms 200%. Deze arbeid en verdiensten kunnen boven op de normale komen; een andere mogelijkheid is tijd-voor-tijd, waarbij de overwerkuren op een andere dag of tijd vrij genomen kunnen worden, en men dus bij elkaar het normale aantal uren werkt. Men krijgt dan boven op het normale loon de toeslag op het uurloon uitbetaald. Dus bij 3 overuren op een normale werkdag kan een werknemer 3 uren vrij nemen, en wordt boven op het dagloon 3 maal 50% van het uurloon uitbetaald. De trend is echter dat overwerktoeslagen minder worden of worden afgeschaft. Het extra loon bij tijd-voor-tijd wordt ook wel onregelmatigheidstoeslag genoemd. Deze hangt niet altijd af van de daadwerkelijke werktijden, het kan ook een vaste toeslag per maand zijn.
Veel kantoorpersoneel heeft in het contract staan dat overwerk standaard niet wordt uitbetaald, maar alleen wanneer dit is gedaan in overleg met de leidinggevende.

### Rijksambtenaren in Nederland
Bij het Rijk krijgt een werknemer vanaf salarisschaal 11 een vast salaris per maand, zonder vergoeding voor extra uren of voor bijzondere uren.
Als een werknemer in salarisschaal 1 tot en met 10 buiten de vastgestelde werktijden verplicht wordt om te werken en zo zijn aantal arbeidsuren overschrijdt, is er sprake van overwerk. De vergoeding voor overwerk bestaat uit verlof, gelijk aan het aantal overgewerkte uren. Als dit verlof niet mogelijk is, krijgt de medewerker het normale uurloon als vergoeding. Boven op het verlof of loon ontvangt hij een overwerktoelage, een stuk extra uurloon.
Bij overwerk op de hieronder vermelde tijdstippen geldt de volgende vergoeding (in
procenten):
| Dag/tijdstip | 0-6 | 6-22 | 22-24 |
| ------------ | --- | ---- | ----- |
| Ma t/m vrij  | 50  | 25   | 50    |
| Za/Zo        | 100 | 50   | 100   |

Een feestdag geldt als zondag.
Deeltijders krijgen eveneens de normale overwerkvergoeding.
Zie ook Bezoldigingsbesluit Burgerlijke Rijksambtenaren 1984.